# Dino Jelusić
 (avril 2016).
Si vous disposez d'ouvrages ou d'articles de référence ou si vous connaissez des sites web de qualité traitant du thème abordé ici, merci de compléter l'article en donnant les références utiles à sa vérifiabilité et en les liant à la section « Notes et références ».
Dino Jelusić est un chanteur croate. Il est le premier lauréat du Concours Eurovision de la chanson junior à Copenhague, le 15 novembre 2003. Il est depuis l'été 2021 membre du groupe de hard-rock Whitesnake.

## Biographie
Dino est né à Požega (Croatie), le 4 juin 1992 et vit à Zagreb avec ses parents, sa sœur Lorena et son frère Bruno. Pour le Concours Eurovision de la chanson junior, il chante Ti si moja Prva ljubav (Tu es mon premier amour) et obtient 134 points, ce qui en fait le gagnant de la première édition du festival. La version anglaise de la chanson est intitulée You Are My One And Only. Sa prestation pour le concours inclut, en plus du chant, une performance au piano et de la danse.
Outre le concours, Dino Jelusić est célèbre pour son premier album, qui rencontre le succès dans son pays d'origine, la Croatie[réf. nécessaire].
Dino, qui chante depuis son plus jeune âge, commence à passer diverses auditions à l'âge de 5 ans et apparaît dans de nombreux stades et festivals en 1998[réf. nécessaire]. Il devient plus célèbre à 7 ans, grâce à son apparition sur la chaîne télévision croate Turbo Limache ,dans un programme pour enfants appelé LIMAC (dans le jargon de la jeune Mali Zagreb). Outre sa ville natale en Croatie, Dino apparaît dans des villes telles que Le Caire (Égypte), Da Foz Figuer (Portugal), Alicante (Espagne), Bucarest (Roumanie), Rimini Italie et Kaunas (Lituanie) avant d'aller à Copenhague. Dino est également apparu fréquemment à la radio et la télévision croate. Son premier concert au stade de Zagreb, devant 6 000 spectateurs, date du mois septembre 2004. La même année et jusqu'au début de l'année suivante, il réalise une tournée dans plusieurs villes d'Australie : Adélaïde, Canberra, Sydney et Brisbane. En juin 2005, Dino est invité au Festival de musique de Langeland au Danemark, là où il a remporté le Concours Eurovision de la chanson junior, deux ans plus tôt. Après une pause pour visiter ces lieux, Dino retourne au travail en tant qu'artiste[pas clair]. En 2008, Dino sort un nouveau single intitulé Malena, inclus dans l'album CMC 08 croates Music Channel (Croate Music Channel).
En 2011, le site de Dino Jelusic promet un nouvel album studio pour la même année. L'album sort en août de l'iTunes Store sous le nom de Living my own life, ce qui reflète le travail de l'artiste et le nouveau style de ses chansons[pas clair].
Dino préfère actuellement le rock, influencé par de nombreux artistes des années 1980 comme Bon Jovi, Europe, Aerosmith et des groupes de rock moderne comme Nickelback, Shinedown et Daughtry, entre autres.
Depuis 2018 Dino officie dans Dirty Shirley le nouveau groupe formé par le guitar-hero Georges Lynch (Dokken, Lynch Mob, KXM...). Le groupe publie son premier album éponyme en 2020 sur le label italien Frontiers Records.
Le 27 juillet 2021, le groupe Whitesnake annonce sur son site officiel l'arrivée dans ses rangs de Dino Jelusić. Ce qui réjouit l'intéressé : « Je suis très honoré de faire partie de l’un de mes groupes préférés de tous les temps. Recevoir un appel de David Coverdale est un rêve pour tous les chanteurs et musiciens de ma génération ; c’est encore complètement surréaliste. J’ai hâte de prendre la route avec Whitesnake et, comme le grand DC me l’a dit lui-même, de donner une partie de mon identité au son de ce groupe emblématique. ». Une tournée au Royaume-Uni et en Irlande est prévue au printemps 2022 en compagnie de Foreigner,.
Fin 2023, Derek Sherinian et Bumblefoot annoncent la création de leur supergroupe Whom Gods Destroy, avec Dino Jelusić au chant, Yas Nomura à la basse et Bruno Valverde à la batterie. Insanium, le premier album du groupe, sort en mars 2024 chez InsideOut Music,.

## Discographie

### Singles
- Prva ljubav (premier amour)
- Ti si moja Prva ljubav (You Are My One And Only)
- Malena''
- Train
- Living My Own Life

### Albums studio
- 2004 : No.1
- 2011 : Living my own life
- 2020 : Dirty Shirley (avec Dirty Shirley)
- 2022 : "War of the worlds" // pt 2 ( Michael Romeo )
- 2023 : Follow The Blind Man (Jelusick)
- 2024 : Insanium, Whom Gods Destroy (InsideOut Music)